# Echipa națională de fotbal a Sierrei Leone
Echipa națională de fotbal a Sierrei Leone este naționala de fotbal a Sierra Leone și este controlată de Federația de Fotbal din Sierra Leone. Nu s-au calificat niciodată la turneul final al Campionatului Mondial de Fotbal.

## Realizări Sierra Leone
Amilcar Cabral Cup :
- 2 ori campioană  (1993, 1995)
- 2 ori locul doi

## Campioantul Mondial
- 1930 până la 1970 - Nu a participat
- 1974 până la 1986 - Nu s-a calificat
- 1990 - Nu a participat
- 1994 - S-a retras
- 1998 până la 2010 - Nu s-a calificat

## African Nations Cup record
- 1957 până la 1968 - Nu a participat
- 1970 - S-a retras
- 1972 - Nu a participat
- 1974 - Nu s-a calificat
- 1976 - Nu a participat
- 1978 - Nu s-a calificat
- 1980 - Nu a participat
- 1982 - Nu s-a calificat
- 1984 - Nu s-a calificat
- 1986 - Nu a participat
- 1988 - Disqualified
- 1990 - S-a retras
- 1992 - Război
- 1994 - Faza grupelor
- 1996 - Faza grupelor
- 1998 - S-a retras
- 2000 - Descalificată din cauza războiului civil
- 2002 până la 2010- Nu s-a calificat